# Broughton (Craven)
Broughton – wieś w Anglii, w hrabstwie North Yorkshire, w dystrykcie (unitary authority) North Yorkshire. Leży 66 km na zachód od miasta York i 303 km na północny zachód od Londynu.